# Ніклас Бендтнер
Ніклас Бендтнер (дан. Nicklas Bendtner; нар. 16 січня 1988, Копенгаген) — данський футболіст, нападник. Виступав, зокрема, за «Арсенал», «Ювентус» та «Вольфсбург», а у складі збірної Данії був учасником чемпіонату світу та Європи.

## Кар'єра
Перші кроки Ніклас Бентнер робив в Данії, у рідному Копенгагені. Через деякий час його помітили селекціонери лондонського «Арсеналу». За основну команду він дебютував 25 жовтня 2005 року, в матчі Кубка ліги проти «Сандерленда». Сезон 2006/07 Бентнер провів в оренді в «Бірмінгем Сіті», за який він провів 42 матчі і забив 11 голів.
У 2007 році повернувся в «Арсенал». У наступні два роки з'являвся на полі нерегулярно, частіше виходячи на заміну. У 2009 році, у зв'язку з від'їздом Еммануеля Адебайора в «Манчестер Сіті» і травмами Едуардо да Сілви і Робіна ван Персі став одним з основних нападників команди. У березні 2010 року зробив хет-трик у матчі Ліги чемпіонів проти «Порту».
На початку вересня 2019 року, останнього дня трансферного вікна у Європі, з Бендтнером уклав піврічний контракт «Копенгаген». 17 грудня 2019 року було підтверджено, що «Копенгаген» не продовжить його контракт, і Бендтнер покинув клуб наприкінці 2019 року. Влітку 2021 року у віці 33 років оголосив про завершення кар'єри.

## Досягнення

### Клубні
«Ювентус»
- Чемпіон Італії: 2012-13

«Арсенал»
- Володар кубка Англії: 2013-14

«Вольфсбург»
- Володар Кубка Німеччини: 2014–15
- Володар Суперкубка Німеччини: 2015

«Русенборг»
- Володар Суперкубка Норвегії: 2017, 2018
- Чемпіон Норвегії: 2017, 2018
- Володар Кубка Норвегії: 2018

### Індивідуальні
- U17 Гравець року в Данії: (2004)
- Талант року в Данії: (2007)
- Футболіст року в Данії (2009)
- Гол року в Данії: (2009)
- Гравець місяця в «Арсеналі»: березень 2010
- Найкращий бомбардир Чемпіонату Норвегії: 2017

## Статистика виступів

### Клуб
(За станом на 16 жовтня 2010)
| Клуб                 | Сезон             | Прем'єр-ліга | Прем'єр-ліга | Прем'єр-ліга | Кубок Англії | Кубок Англії | Кубок Англії | Кубок Ліги | Кубок Ліги | Кубок Ліги | Європа | Європа | Європа | Всього | Всього | Всього |
| Клуб                 | Сезон             | Матчі        | Голи         | Паси         | Матчі        | Голи         | Паси         | Матчі      | Голи       | Паси       | Матчі  | Голи   | Паси   | Матчі  | Голи   | Паси   |
| -------------------- | ----------------- | ------------ | ------------ | ------------ | ------------ | ------------ | ------------ | ---------- | ---------- | ---------- | ------ | ------ | ------ | ------ | ------ | ------ |
| «Арсенал»            | 2005-06           | 0            | 0            | 0            | 0            | 0            | 0            | 3          | 0          | 0          | 0      | 0      | 0      | 3      | 0      | 0      |
| «Бірмінгем» (оренда) | 2006-07           | 42           | 11           | 7            | 2            | 0            | 0            | 4          | 2          | 2          | 0      | 0      | 0      | 48     | 13     | 9      |
| «Арсенал»            | 2007-08           | 27           | 5            | 3            | 2            | 1            | 0            | 5          | 1          | 0          | 6      | 2      | 1      | 40     | 9      | 4      |
| «Арсенал»            | 2008-09           | 31           | 9            | 2            | 5            | 2            | 1            | 2          | 2          | 1          | 12     | 2      | 0      | 50     | 15     | 4      |
| «Арсенал»            | 2009-10           | 23           | 6            | 6            | 0            | 0            | 0            | 1          | 1          | 0          | 7      | 5      | 1      | 31     | 12     | 7      |
| «Арсенал»            | 2010-11           | 3            | 1            | 0            | 0            | 0            | 0            | 1          | 1          | 0          | 0      | 0      | 0      | 4      | 2      | 0      |
| Всього за кар'єру    | Всього за кар'єру | 125          | 32           | 18           | 9            | 3            | 1            | 16         | 7          | 3          | 25     | 9      | 2      | 174    | 51     | 24     |

### Голи за збірну Данії
| №   | Дата              | Місце проведення           | Суперник          | Гол | Результат матчу | Змагання                                                |
| --- | ----------------- | -------------------------- | ----------------- | --- | --------------- | ------------------------------------------------------- |
| 1.  | 16 серпня 2006    | Оденсе, Данія              | Польща            | 1-0 | 2-0             | Товариський матч                                        |
| 2.  | 1 вересня 2006    | Копенгаген, Данія          | Португалія        | 4-2 | 4-2             | Товариський матч                                        |
| 3.  | 28 березня 2007   | Дуйсбург, Німеччина        | Німеччина         | 1-0 | 1-0             | Товариський матч                                        |
| 4.  | 17 листопада 2007 | Белфаст, Північна Ірландія | Північна Ірландія | 1-0 | 1-2             | Чемпіонат Європи з футболу 2008 (кваліфікаційний раунд) |
| 5.  | 21 листопада 2007 | Копенгаген, Данія          | Ісландія          | 1-0 | 3-0             | Чемпіонат Європи з футболу 2008 (кваліфікаційний раунд) |
| 6.  | 26 лютого 2008    | Нова Гориця, Словенія      | Словенія          | 2-1 | 2-1             | Товариський матч                                        |
| 7.  | 26 березня 2008   | Хернінг, Данія             | Чехія             | 1-0 | 1-1             | Товариський матч                                        |
| 8.  | 10 вересня 2008   | Лісабон, Португалія        | Португалія        | 1-1 | 3-2             | Чемпіонат світу з футболу 2010 (кваліфікаційний раунд)  |
| 9.  | 5 вересня 2009    | Копенгаген, Данія          | Португалія        | 1-0 | 1-1             | Чемпіонат світу з футболу 2010 (кваліфікаційний раунд)  |
| 10. | 9 вересня 2009    | Тирана, Албанія            | Албанія           | 1-0 | 1-1             | Чемпіонат світу з футболу 2010 (кваліфікаційний раунд)  |
| 11. | 3 березня 2010    | Відень, Австрія            | Австрія           | 1-1 | 1-2             | Товариський матч                                        |
| 12. | 19 червня 2010    | Преторія, ПАР              | Камерун           | 1-1 | 2-1             | Чемпіонат світу з футболу 2010                          |
| 13. | 6 вересня 2011    | Копенгаген, Данія          | Норвегія          | 1-0 | 2-0             | Чемпіонат Європи з футболу 2012 (кваліфікаційний раунд) |
| 14. | 6 вересня 2011    | Копенгаген, Данія          | Норвегія          | 2-0 | 2-0             | Чемпіонат Європи з футболу 2012 (кваліфікаційний раунд) |
| 15. | 11 жовтня 2011    | Копенгаген, Данія          | Португалія        | 2-0 | 2-1             | Чемпіонат Європи з футболу 2012 (кваліфікаційний раунд) |
| 16. | 11 листопада 2011 | Копенгаген, Данія          | Швеція            | 1-0 | 2-0             | Товариський матч                                        |
| 17. | 15 листопада 2011 | Есб'єрг, Данія             | Фінляндія         | 2-1 | 2-1             | Товариський матч                                        |
| 18. | 26 травня 2012    | Гамбург, Німеччина         | Бразилія          | 1-3 | 1-3             | Товариський матч                                        |
| 19. | 13 червня 2012    | Львів, Україна             | Португалія        | 1-2 | 2-3             | Чемпіонат Європи з футболу 2012                         |
| 20. | 13 червня 2012    | Львів, Україна             | Португалія        | 2-2 | 2-3             | Чемпіонат Європи з футболу 2012                         |
| 21. | 12 жовтня 2012    | Софія, Болгарія            | Болгарія          | 1-1 | 1-1             | Чемпіонат світу з футболу 2014 (кваліфікаційний раунд)  |
| 22. | 14 листопада 2012 | Стамбул, Туреччина         | Туреччина         | 1-0 | 1-1             | Товариський матч                                        |
| 23. | 11 жовтня 2013    | Копенгаген, Данія          | Італія            | 1-1 | 2-2             | Чемпіонат світу з футболу 2014 (кваліфікаційний раунд)  |
| 24. | 11 жовтня 2013    | Копенгаген, Данія          | Італія            | 2-1 | 2-2             | Чемпіонат світу з футболу 2014 (кваліфікаційний раунд)  |
| 25. | 14 листопада 2014 | Белград, Сербія            | Сербія            | 1-1 | 3-1             | Чемпіонат Європи з футболу 2016 (кваліфікаційний раунд) |
| 26. | 14 листопада 2014 | Белград, Сербія            | Сербія            | 3-1 | 3-1             | Чемпіонат Європи з футболу 2016 (кваліфікаційний раунд) |
| 27. | 25 березня 2015   | Орхус, Данія               | США               | 1-1 | 3-2             | Товариський матч                                        |
| 28. | 25 березня 2015   | Орхус, Данія               | США               | 2-2 | 3-2             | Товариський матч                                        |
| 29. | 25 березня 2015   | Орхус, Данія               | США               | 3-2 | 3-2             | Товариський матч                                        |
| 30. | 14 листопада 2017 | Дублін, Ірландія           | Ірландія          | 5-1 | 5-1             | Чемпіонат світу з футболу 2018 (кваліфікаційний раунд)  |